# Vạn Loan

Vị trí tại Bình Đông

Vạn Loan (tiếng Trung: 萬巒鄉; bính âm: Wànluán Xiāng) là một hương (xã) của huyện Bình Đông, tỉnh Đài Loan, Trung Hoa Dân Quốc (Đài Loan). Hương nằm gần dãy núi Trung ương và có đặc sản là món chân lợn Vạn Loan. Tổng diện tích hương đạt 60,7315 km², dân số vào tháng 8 năm 2011 là 21.735 người thuộc 6.422 hộ gia đình, mật độ cư trú đạt 357,9 người/km²